# 方山乡 (青田县)
方山乡（青田话：fo1-sa1) 是中国浙江省青田县下辖的一个乡镇，地处青田县东南部，东邻温州市瓯海区泽雅镇，南与温州瑞安市湖岭镇相连，西与仁庄镇相接，北连山口镇。方山具有悠久的历史文化传统，是青田华侨最早的起源地之一。

## 历史
清康熙二十一年（1682年），方山隶属青田县二都。
民国二十四年（1935年），设立方山乡。
1951年，分设为方南、方北乡。
1956年4月，方南、方北2个乡合并仍称方山乡。
1958年，改称方山管理区。
1961年，改设方山人民公社。
1983年，复称方山乡。

## 文化

### 华侨
方山与山口、双垟、孙山等地都有叶蜡石的矿床，可供雕刻的青田石便蕴藏在这些叶蜡石矿藏之中。清光绪《青田县志》载有《方山采石歌》：“方山石，石何奇，巧匠斫山手出之。 大者仙佛多威仪，小者杯杓几案施。 精者篆刻蟠蛟螭，顽者虎豹熊罴狮⋯⋯”从采石到雕刻，工序井然，造物施形，生动自然。
因此，除农业生产之外，石雕逐渐成为方山百姓一门重要的行当，从事石雕行业的人数日益增多，石雕作坊星罗棋布，粉末飞扬，穿凿雕琢之声不绝于耳，产量与品种与日俱增，技艺日趋成熟，并逐步投放市场，由此产生了贩卖青田石雕的营销队伍。

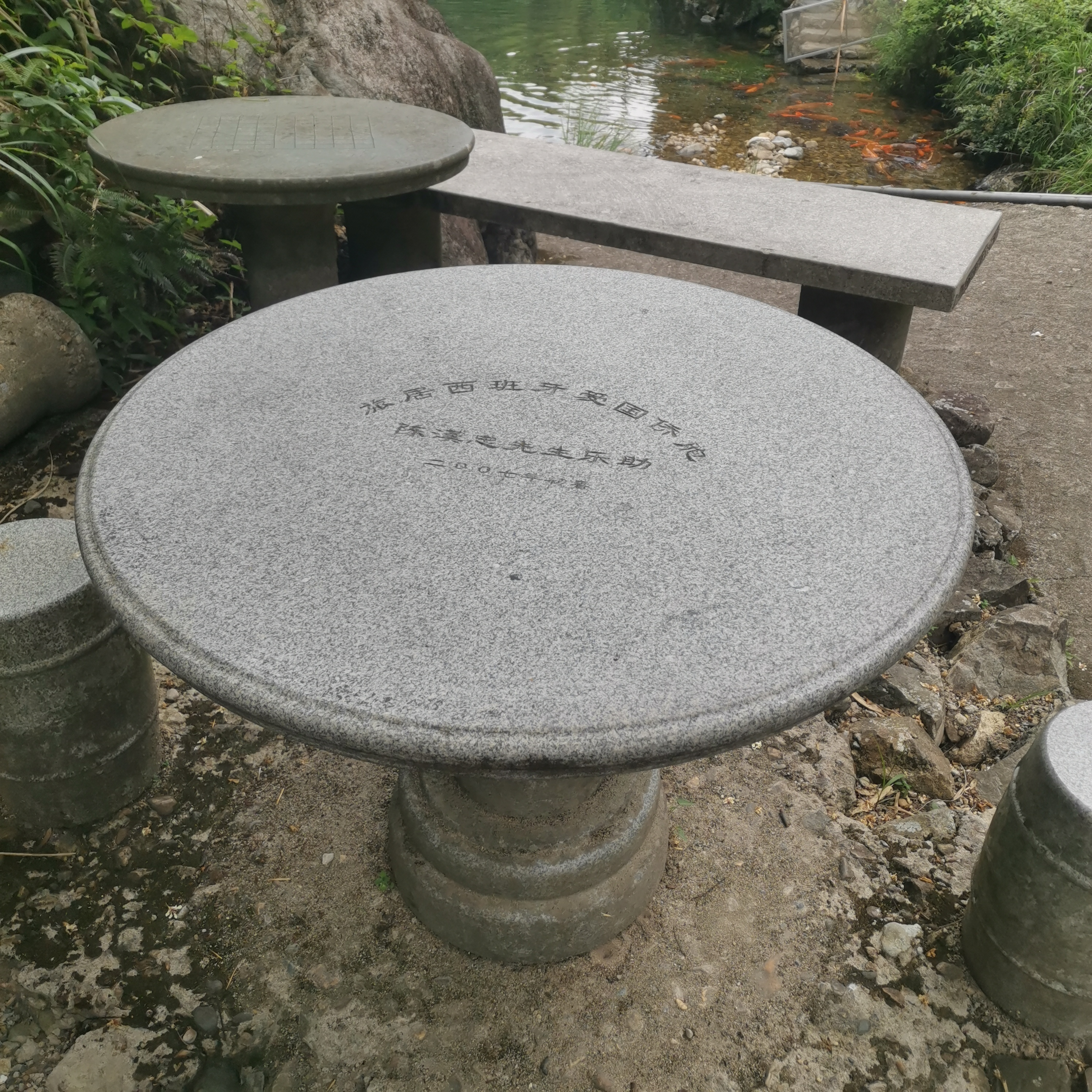
旅居西班牙青田华侨陈汉忠捐赠的石质桌椅---二零零七年初春

青田东临温州，瓯江是青田至温州的水上通道，交通便利，民间贸易往来十分频繁，而方山则正处于瓯江中下游的南部山区，其间一条小溪自西向东横贯全境，俗称“四都港”，即是瓯江支流。 自古以来，方山以及汤垟、吴岸、仁庄、垟心、小令、山口等地人民占尽地利，将山区特产的竹、木、柴、炭、生铁、石雕等用竹筏运至港口，然后用蚱蜢船运往温州贩销，再买回工业品或生活日用品。 温州西郊码头原是青田船只的停靠点，久而久之，就成了青田农特产品的集散地，并逐渐成为青田商人及船老大的歇脚居住之所。

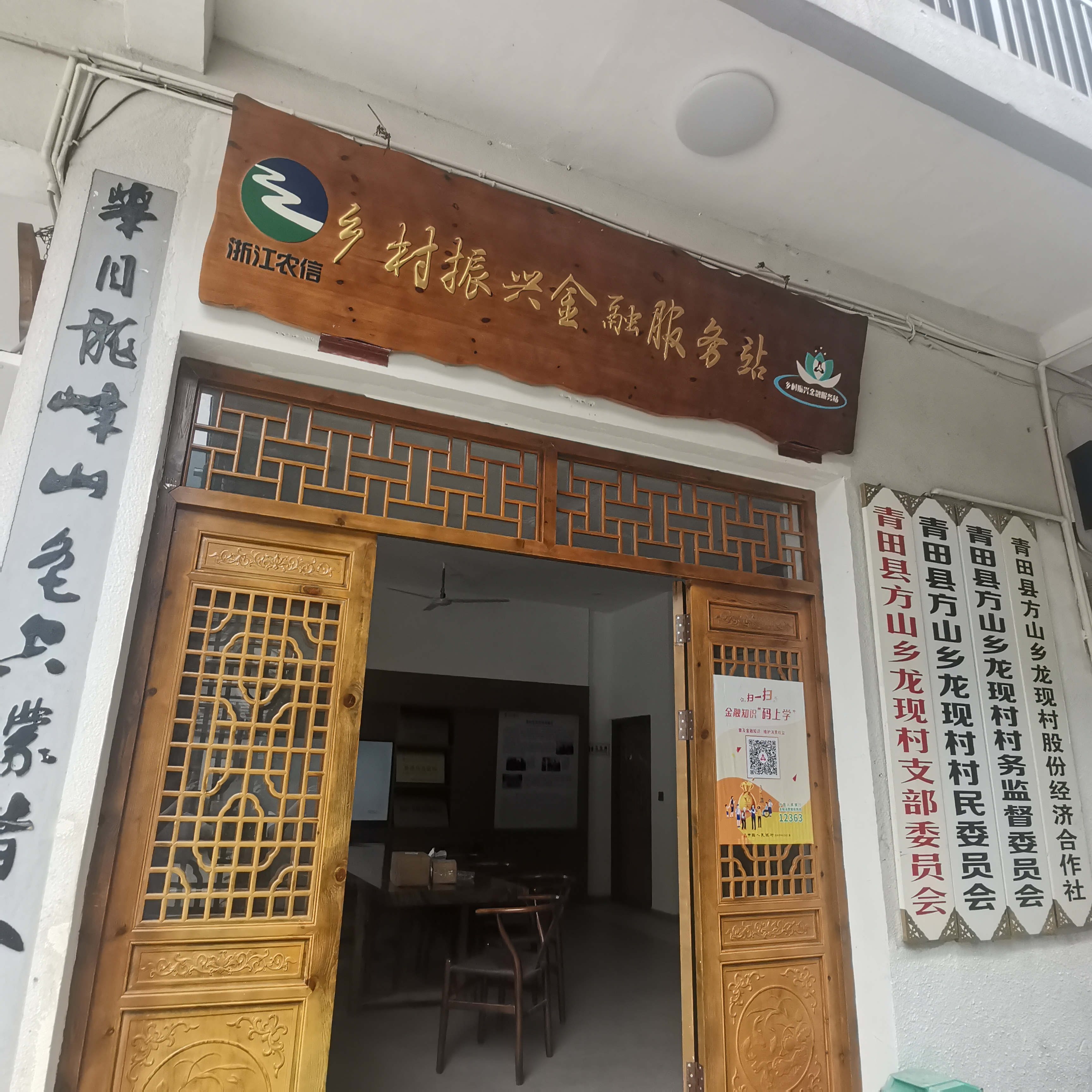
位于龙现村的外币兑换点是中国第一家村级外币兑换点

清光绪二年（1876）九月，温州辟为通商口岸，各国洋行纷纷登陆温州，洋货长驱直入，在加速山区小农经济破产的同时，也让方山乡民获得了吸收外界各种信息的渠道，更是在市场交易中发现了商机。外国人对青田石雕这一独特产品的喜爱让许多青田人萌生了出国经商的念头。据《华侨经济年鉴》记载：“清光绪年间，到意大利定居最早为湖北省天门人及浙江省青田人，前者贩卖纸花，后者贩卖青田石雕。”
清光绪四年（1878），方山裘山季富典携石雕赴俄国经商，此后乡里出洋经商谋生的人数日渐增多。罕见的是，在当时主要是以青壮年男性为主的侨民群体中，甚至还有部分女性不辞艰险决定一同出洋谋生。 据老华侨回忆，方山乡下碓的林岩杏是青田女性出国第一人，但是具体年份难以确定，一说是1914 年，一说是民国14 年（1925年）。
时至今日，方山和阜山、山口皆为青田县最著名的侨乡起源地，侨商侨领众多、侨居分布广泛。全乡户籍人口虽只有1.5万人，却有2万余名海外华侨遍布全球70余个国家和地区。

### 田鱼
方山有着1300多年的田鱼养殖历史，鱼有红、黄、灰、黑、白等多种颜色，鳞柔软可食，肉质鲜美。乡人家家户户养田鱼。四面环山，众多山泉带来的丰富水资源既为方山带来了茂密植被，还早就了富含矿物质的松散土壤，由此催生出方山特有的”田面种稻、水体养鱼、鱼粪肥田、稻鱼共生、鱼粮共存“的稻鱼共生系统。2005年5月16日，浙江青田稻田养鱼项目被联合国粮农组织认定为全球重要农业文化遗产中国项目。

## 行政区划
方山乡下辖以下地区：石前村、根头村、周岙村、裘山村、垟塘村、后金村、马车坑村、奎岩庄村、邵山村、龙现村和松树下村。

## 图集

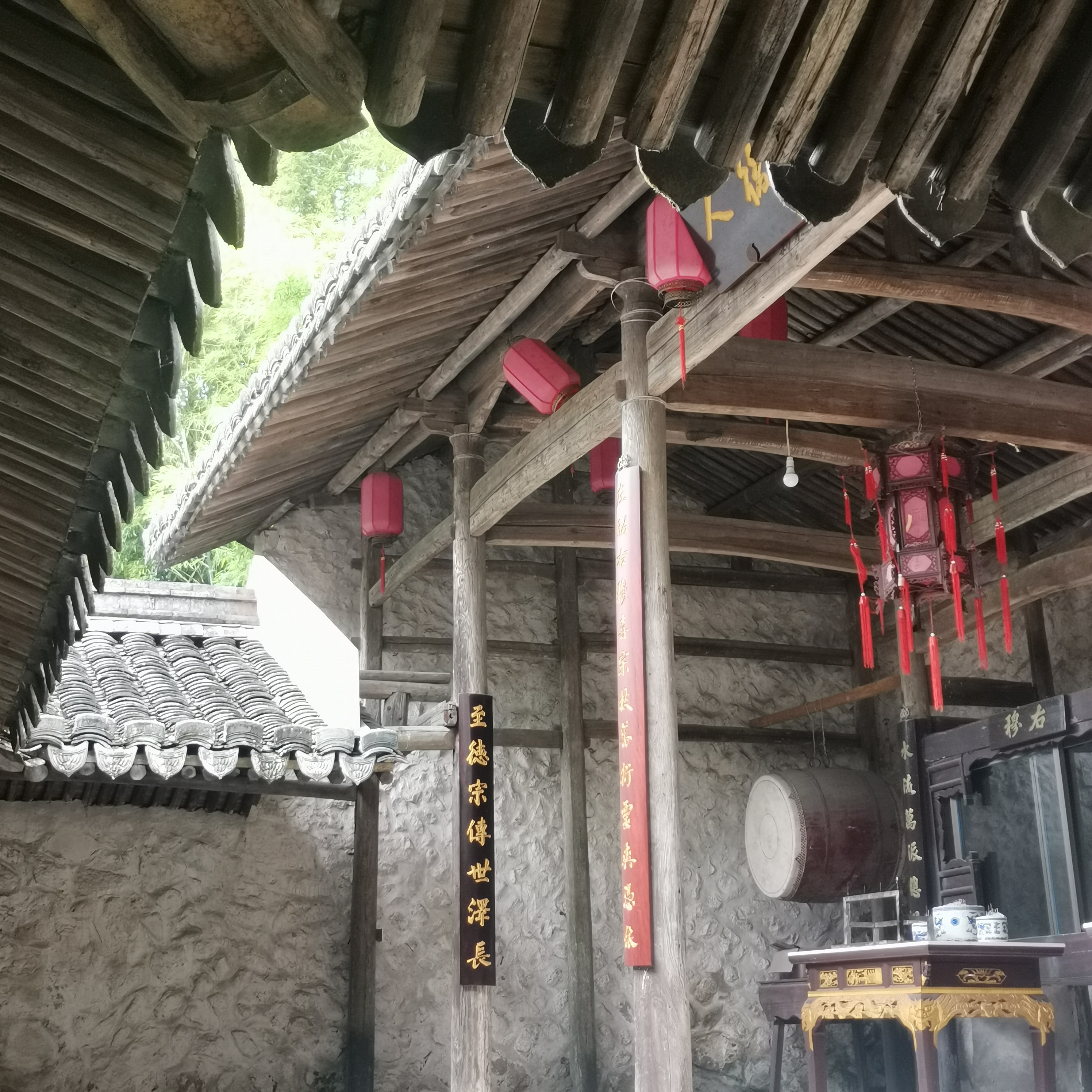
龙现村-吴氏宗祠
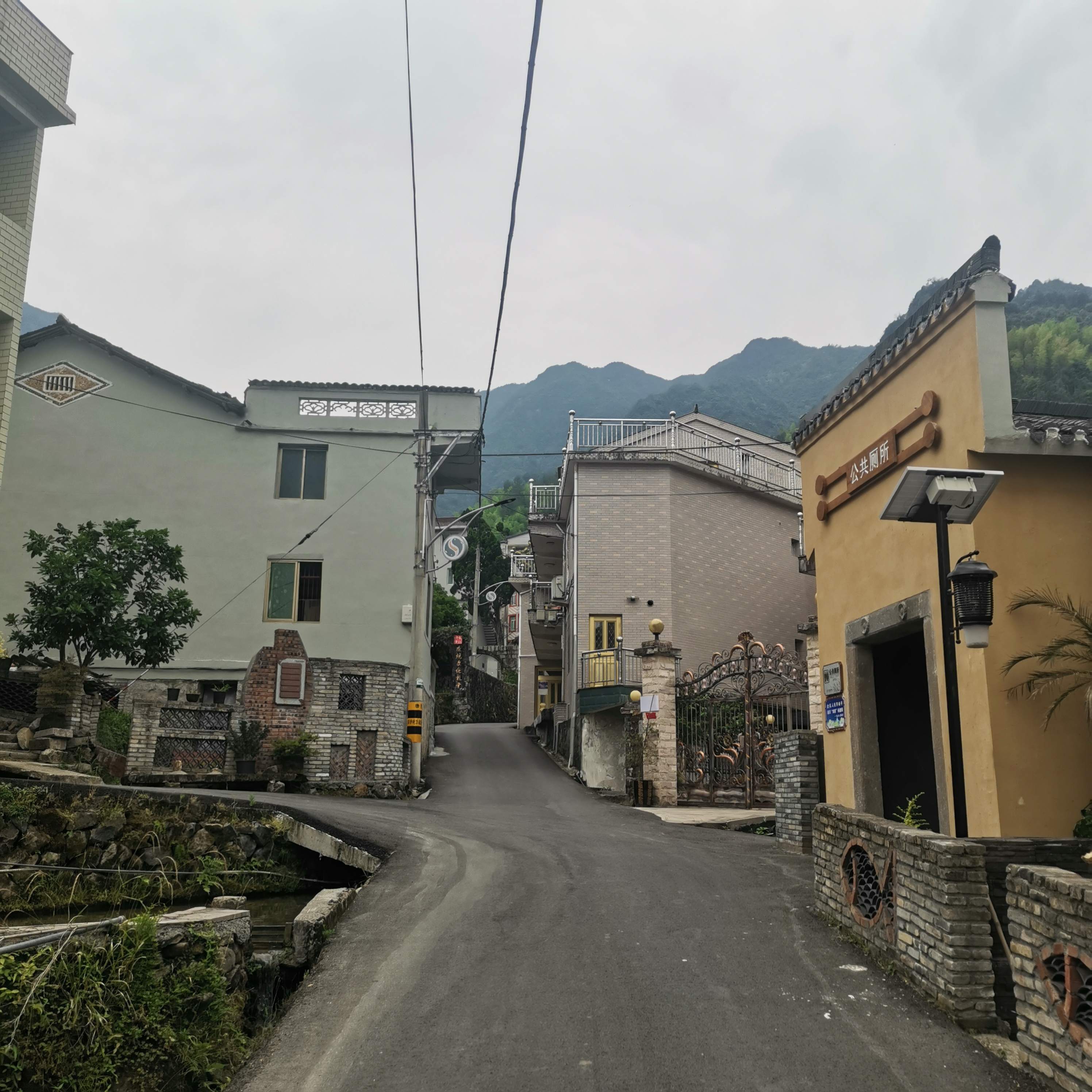
龙现村街道一隅
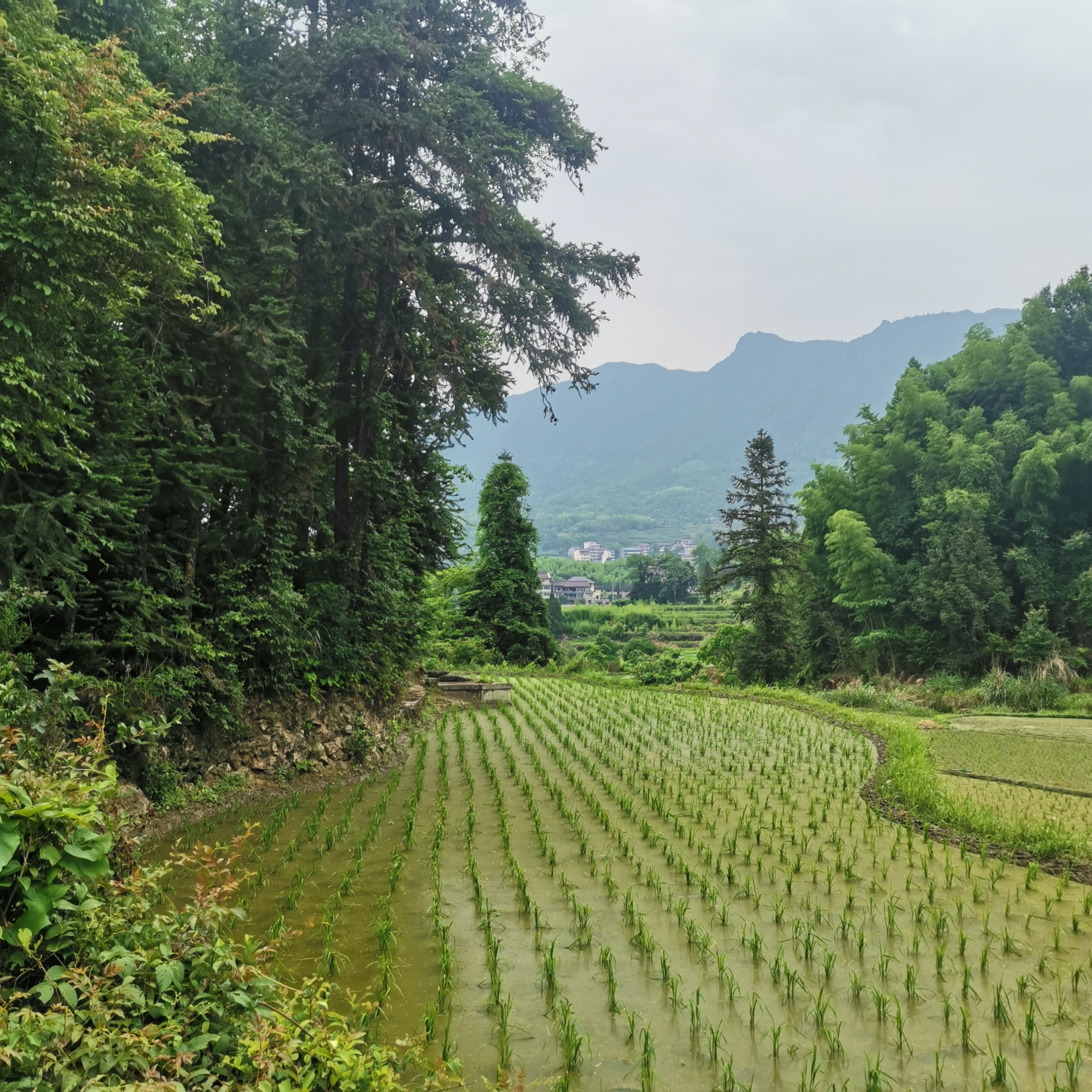
方山水稻田景色
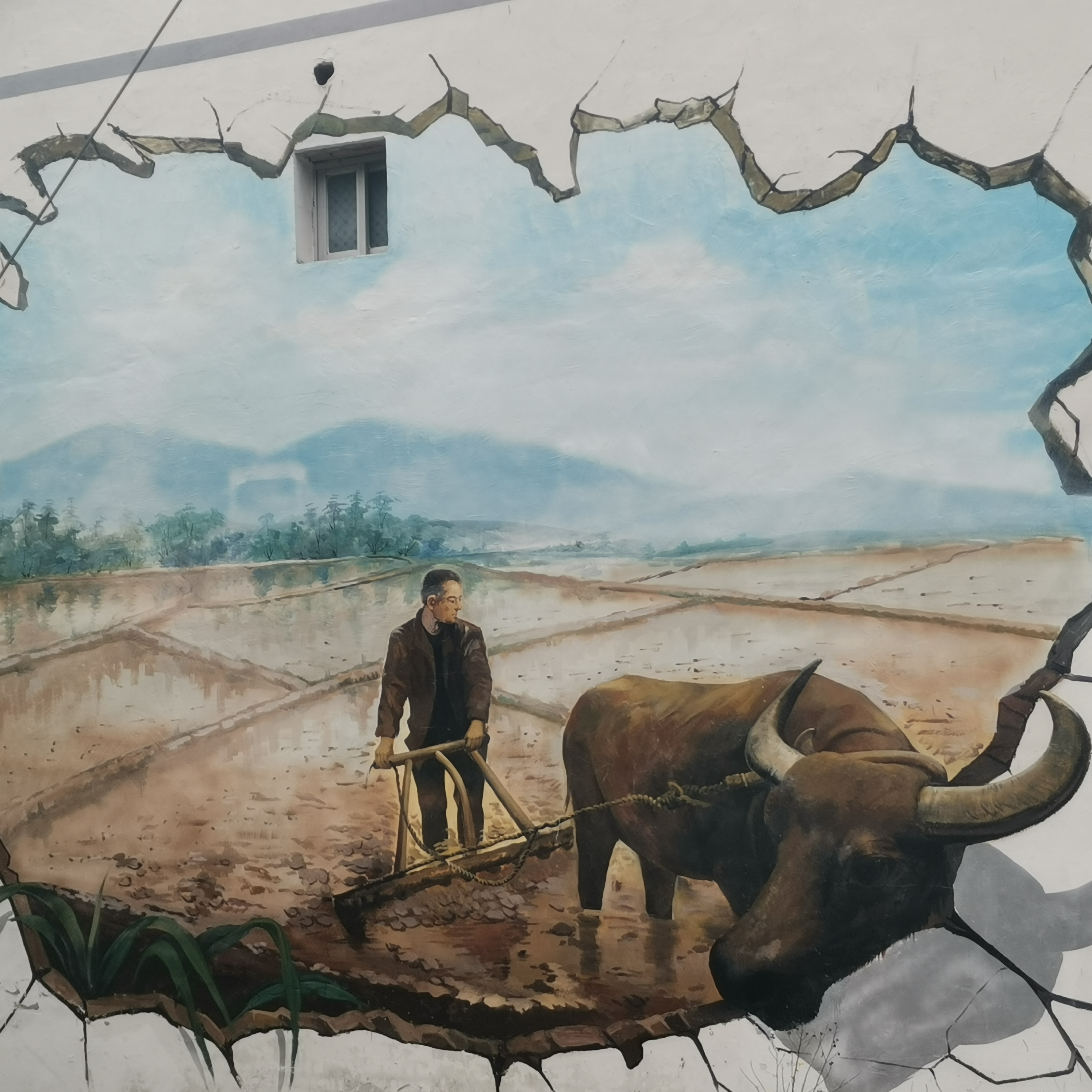
方山乡一民房墙面壁画